# 658 v.Chr.
Het jaar 658 v.Chr. is een jaartal volgens de christelijke jaartelling.

## Gebeurtenissen
- Einde van het archontschap van Miltiades.
- Byzantion wordt gesticht door een groepje Megariërs onder leiding van een zekere Byzas, aan wie de kolonie haar naam te danken heeft. Byzantion